# Jastrzębie (województwo pomorskie)
Jastrzębie – mała kolonia borowiacka w Polsce położona w województwie pomorskim, w powiecie starogardzkim, w gminie Osieczna w kompleksie leśnym Borów Tucholskich nad Wdą.
W latach 1975–1998 miejscowość administracyjnie należała do województwa gdańskiego.
Inne miejscowości o nazwie Jastrzębie: Jastrzębie